# Link (The Legend of Zelda)
Pour les articles homonymes, voir Link.
Ne doit pas être confondu avec Princesse Zelda.
Link (リンク, Rinku) est un Hylien, bien qu'il ait grandi parmi le peuple Kokiri dans Ocarina of Time. Il est le héros principal de la série de jeux vidéo The Legend of Zelda éditée par Nintendo. Cette série a été créée par Shigeru Miyamoto qui a également procédé au design même de Link (vêtu de vert, aux oreilles pointues, tenant une épée ainsi qu'un bouclier). The Legend of Zelda est un noyau dur de Nintendo au même titre que la série des Mario. En 2007, plus de 47 millions d’exemplaires ont été vendus à travers le monde. La première apparition du personnage prénommé Link date de 1986 dans le premier jeu de ce qui va devenir une saga, édité sous le titre The Legend of Zelda - ce qui explique le nom éponyme de la saga qui en découle. Link a été représenté dans d’autres jeux vidéo de Nintendo ne se centrant pas sur sa propre série comme les multiples Super Smash Bros. Des mangas officiels reprennent une partie de l'histoire de la saga ainsi qu'un programme d’animation à la télévision. De très nombreux produits dérivés sont vendus avec l'effigie de Link ou divers éléments du jeu (comme l'épée Master Sword, la Triforce et le bouclier d'Hylia). En tant que personnage, Link a été récompensé d’une étoile lors du Walk of Game en 2005, aux côtés de Mario, lui aussi de Nintendo et de Sonic le hérisson de Sega.

## Description
Link est dépeint lors de sa première apparition dans la série comme un garçon hylien, pas encore adulte, provenant du royaume (imaginaire et spécifique au jeu) nommé Hyrule. À l’origine simple jeune épéiste, se retrouvant à devoir combattre de nombreux ennemis pour sauver sa vie, ce personnage a son apparence qui change d’un jeu à l’autre pour ses yeux, ses cheveux, ainsi que les armes et techniques de combat qu'il peut employer. Son âge varie également. En effet, Link ne suit pas une suite linéaire totale avec un seul et même personnage unique pour toute la saga (contrairement à Mario).
De fait, certains jeux forment une suite logique les uns envers les autres, tandis que d'autres arcs narratifs présentent d'autres Link, soit des descendants soit des réincarnations du premier personnage présenté, qui ne vivent pas aux mêmes époques ni aux mêmes lieux que ce dernier. L'âge apparent des multiples Link se situe généralement entre dix et vingt ans, peut-être davantage car un Link décédé apparaît sous forme de squelette et dialogue avec un autre Link, lui bien vivant, dans le jeu Twilight Princess. Le macchabée se présente à son homologue comme le Héros du Temps, un titre honorifique accordé au sauveur de la Triforce dans le premier arc narratif. Toutefois, certains éléments sont longtemps restés identiques : son équipement de base, jusque-là constitué d’une tunique ample et d’un bonnet vert, d’une paire de bottes, d’une épée qu'il emploie à une main et d’un bouclier. Le jeu Breath of the Wild a créé une modification vestimentaire importante : les affaires y sont nombreuses et de couleur personnalisable. La Princesse Zelda a elle aussi des vêtements, des cheveux et des yeux de couleurs variables au fil des arcs narratifs. Le prénom de son père (ou père de Zelda selon le jeu), le Roi d'Hyrule, est également changeant.
Concernant le déroulement des histoires, Link acquiert au cours du temps un arsenal important et hétéroclite. Certaines affaires sont toujours présentes : une épée tenue à une main, un bouclier, des bombes, un arc. Quelques jeux font apparaître des instruments de musique (ocarina, flûte, harpe). D'autres lui font porter des masques, des gants de force, des masses, des épées plus puissantes tenues à deux mains. À propos des armes de jet, il y a parfois un fouet, un grappin, un boomerang, un virevent. Certains objets possèdent d'ailleurs des pouvoirs spécifiques. Ainsi, l'ocarina peut, dans Ocarina of Time et Majora’s Msk, permettre de voyager dans le temps à l'aide des mélodies à y insuffler ou se téléporter à un autre endroit de la carte. Excalibur, l’épée de Légende, aussi connue sous son nom anglais Master Sword est très puissante. Elle est sacrée et dédiée aux divers Link pour combattre efficacement l'antagoniste principal de la saga, Ganondorf devenu Ganon.
En vêtements, certains jeux font porter à Link des affaires spécifiques à des zones géologiques ou géographiques, par exemple pour lui permettre de nager ou de supporter des chaleurs extrêmes. Il peut avoir aussi des bottes, des gants ou des couvre-chefs différents, chaque affaire ayant son utilité.
Le but récurrent des jeux de la série est de permettre au joueur d'incarner Link et de lui faire combattre les forces maléfiques, qui elles-mêmes sont au service de Ganon (ou pour trois autres jeux de Bellum, Mallard ou Vaati, ce dernier servant lui-même Ganondorf dans les jeux four sword, mais pas dans Minish Cap).
La princesse Zelda, qui est elle aussi une héroïne, bien que non-jouable à proprement parler, lui est d'un précieux secours. Elle a une connaissance appliquée des lieux d'Hyrule, bien davantage que Link, qui apprend souvent d'elle les lieux à atteindre et les éléments nécessaires à son périple. Zelda l'aide physiquement à combattre les boss finaux avec ses propres armes spécifiques (l'Arc de Lumière et ses flèches). Il s'agit de magie qu'elle est la seule, dans la saga, à employer.
Plusieurs autres personnages agissent de concert avec Link pour lui permettre d'accomplir sa destinée en l'aiguillant sur les quêtes à réaliser. C'est ainsi que l'arbre Mojo, Impa ou des Sages peuvent lui confier des secrets puisqu'il leur apparaît comme Élu des Déesses grâce à son pouvoir de la Triforce dont il possède le fragment du Courage. Dans d'autres volets, des créatures malfaisantes font office de vilains. Pour vaincre le personnage maléfique principal, Link doit parcourir des donjons infestés de pièges et d'ennemis, et, traditionnellement, combattre un boss à la toute fin du donjon, à la difficulté variable.

## Création

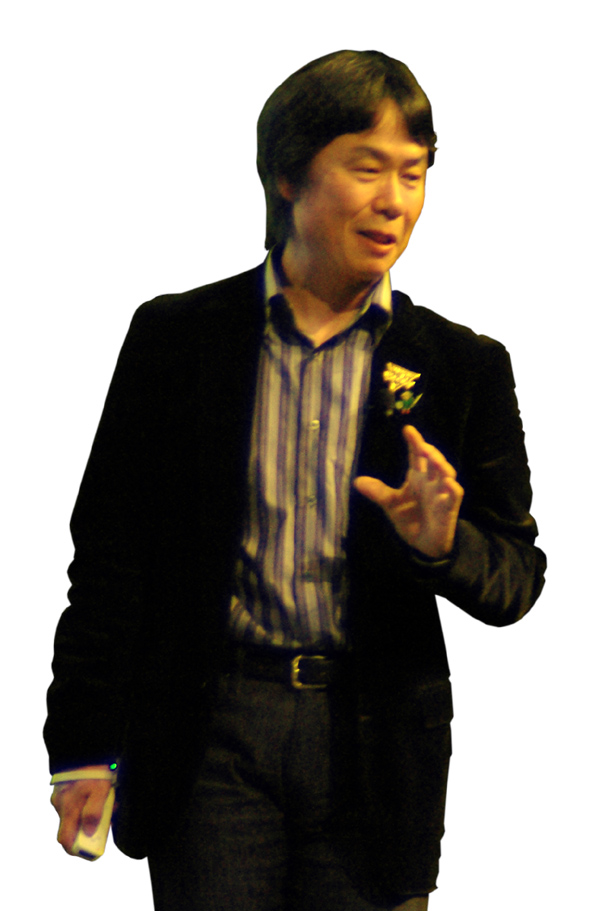
Shigeru Miyamoto, le créateur de Link.

Regrettant que le joueur ne puisse aller que devant lui dans Super Mario Bros., Shigeru Miyamoto songeait à créer un jeu complètement différent, dans lequel le joueur aurait une certaine liberté de déplacement non linéaire. Link correspondait au personnage qu’il imaginait pour un tel type de jeu.
L’atmosphère heroic fantasy, où l’on y trouve aisément des monstres ou des sorcières vivant à une époque médiévale, n’est pas sans rappeler The Legend of Zelda. En effet, l'époque médiévale est correspondante, les monstres sont légion et l’apparence de Link est proche de celle d’un elfe.
Link apparaît pour la première fois le 21 février 1986 dans The Legend of Zelda, le premier opus de la série.
Dans une interview accordée au site Gamekult en 2012, Miyamoto revient sur la création et l'origine de Link et commente de la façon suivante le design du personnage :
Dans cette même interview, Shigeru Miyamoto explique que l'origine du nom Link viendrait de la volonté originale de faire de la Triforce en réalité des puces électroniques, et Link (« Lien » en anglais) serait le lien entre le passé et le futur, une idée depuis abandonnée.
Link est inspiré d'un elfe, du personnage de Peter Pan ainsi que de l'enfance de Miyamoto, dans la campagne japonaise.

## Caractéristiques

### De multiples Link dans plusieurs arcs narratifs
Il y a plusieurs personnages nommés Link dans l’histoire d’Hyrule. L’existence de multiples Link est mise en évidence à plusieurs occasions dans les jeux, au fil du temps et des arcs narratifs qui s'entrecroisent.
Par exemple, la séquence introductive de The Wind Waker (ainsi que certains passages au sein de Twilight Princess) font référence à un « héros légendaire » surnommé ici le « Héros du Temps ». Ce titre a été donné au Link précisément joué dans Ocarina of Time. Ainsi, c'est une preuve directe qu'un personnage précédemment prénommé Link soit apparu dans un autre opus et qu'il soit considéré comme une entité historique avérée et établie. Un dialogue s'établira entre lui et le nouveau héros, le macchabée-squelette enseignant dans une sorte de rêve des techniques de combat à son successeur.
Link et la princesse Zelda sont des descendants (ou réincarnation) des deux personnes du premier arc narratif qui leur sont identiques de nature. Toutefois, Ganondorf, leur principal ennemi, est toujours la même personne, l’incarnation de la haine de l’avatar du néant, premier roi-démon à être vaincu par Link, chronologiquement. C’est un Gerudo, Roi de son peuple qui est devenu un démon sans pitié ressuscité par des fidèles dans l'arc narratif de la défaite et dans hyrule warriors l'ère du fléau(qui crée un nouvel arc narratif) et qui voit son nom changer en Ganon.
Miyamoto a déclaré : « Pour chaque jeu de Zelda nous racontons une nouvelle histoire, mais nous avons en réalité un énorme document qui explique comment les jeux sont liés les uns aux autres. Mais pour être honnête cela n’est pas très important pour nous. Nous prêtons plus d’attention à développer le système de jeu… à donner au joueur de nouveaux challenges »,. Récemment, la chronologie exacte de la série (mais pas la généalogie des différents Link) a été dévoilée en détail et de manière officielle dans l'ouvrage Hyrule Historia.
Des sites web de fans ont avant cela essayé de construire une frise de la série cohérente avec les données disponibles à l'époque, sans grand succès. Après la sortie de The Legend of Zelda: Ocarina of Time, Miyamoto déclara qu’il s’agissait de la première histoire dans la chronologie, puis que Zelda II: The Adventure of Link, et finalement A Link to the Past, avec Link's Awakening, prenaient place quelque part après Ocarina of Time. Cependant, certains jeux plus récents prennent désormais des places antérieures chronologiquement, à l'instar de Skyward Sword.
Originellement, la série The Legend of Zelda n'était pas planifiée comme une histoire suivie. La chronologie officielle, écrite à l'occasion du 25e anniversaire de la série et contenue dans le guide Hyrule Historia, contient donc beaucoup de contradictions.
Dans Skyward Sword, qui est chronologiquement le premier épisode, l'Avatar du Néant est une entité puissante et maléfique qui dirige une armée de démons pour tenter de s'emparer de la Triforce. Cet objet est une relique qui consiste en trois triangles d'or que trois Déesses ont laissé sur la planète pour interagir via des vœux à réaliser. Lorsqu'il est vaincu par Link, l'ennemi terrassé jette une malédiction à son encontre et à l'encontre de la première Zelda, stipulant que « leurs descendants seront éternellement confrontés à la réincarnation de [s]a haine, immortelle, et ce tant qu'il y aura des descendants de la royauté ».
Dans Ocarina of Time, Ganondorf est un Gerudo. La tribu des Gerudos est composée de femmes dont la reproduction est parthénogénétique, dans laquelle un homme naît tous les cent ans. Ce fait le destine à devenir automatiquement le chef de la tribu, avec le titre de Roi.
Ganondorf prête allégeance au Roi d'Hyrule après la signature d'un traité de paix entre les deux peuples à la fin d'une sanglante guerre civile. Le Gerudo devient l'équivalent d'un ministre de haut rang. Toutefois, avide de pouvoir, il possède le but caché de devenir le maître incontesté de tous les habitants du monde et il s'y emploie avec diverses techniques de manipulations et en cherchant à endormir la méfiance du Roi d'Hyrule, qui se méfie tout de même de lui et de son peuple. Ganondorf leurre Link : lorsque le jeune homme réunit les trois pierres ancestrales pour ouvrir le Temple du Temps, Ganondorf en profite en effet pour rejoindre le Temple de la Lumière, grâce au lien du bâtiment avec le Temple du Temps et dérober la Triforce, son but ultime. Logiquement, seules les âmes pures peuvent utiliser correctement cette relique. Ayant une âme corrompue par la malhonnêteté et la soif du sang, il ne put obtenir que le fragment lui correspondant le mieux, celui de la Force. Les deux autres se lièrent à deux autres élus qui n'en demandaient pas tant.
C'est Link qui va obtenir le Courage et la princesse Zelda qui aura celui de la Sagesse.
Ganondorf cherche alors les récipiendaires des fragments pour tenter de tuer leurs porteurs et devenir ainsi plus puissant. Pour obtenir les deux autres morceaux, le Roi Gerudo fait un coup d’État en devenant le roi d'Hyrule en assassinant le précédent - donc c'est le maître absolu des lieux. Lorsque Link l'affronte au château, par la suite, Ganondorf fusionne avec des forces maléfiques pour devenir le Démon Ganon, gigantesque de taille et de puissance.
D'après le guide Hyrule Historia, l'histoire de ce premier arc narratif peut se scinder en trois lignes temporelles, histoires parallèles qui dépendent des actions du héros lors du combat final du jeu Ocarina of Time.
- La première se produit en cas de défaite de Link lors de son combat contre Ganon. Link meurt tout comme son vis-à-vis puis se déroule alors le déclin du royaume d'Hyrule. Il s'agit de l'histoire parallèle souvent surnommée de la Défaite, ou du Déclin d'Hyrule. Cette grande histoire parallèle comporte chronologiquement les jeux The Legend of Zelda, The Adventure of Link, A Link to the Past, Link's Awakening, les deux Oracles, A Link Between Worlds et Tri Force Heroes. Le héros n'y est donc pas le Link du premier arc narratif mais un autre personnage nommé comme lui.

- La deuxième se déroule après un retour de Link dans le passé via les pouvoirs magiques de la Princesse et l'aide du Temple du Temps qui permet cette prouesse. Link retourne au départ de l'histoire d'Ocarina of Time, sept ans plus tôt. Il doit avertir des méfaits à venir et stopper Ganondorf avant que ce dernier fasse son coup d'État. Le sorcier Vaati se retrouvera dans cet arc narratif embarqué dans le processus cyclique de résurrection de Ganon (Le Roi Gérudo deviendra alors encore plus puissant). Vaincu par Link, Ganondorf est finalement emprisonné dans une cellule magique par sept Sages sauvés par le héros en remontant le temps. Puisque le personnage jouable a réussi sa mission en remontant dans le passé, il porte ici le titre de Héros du Temps. Cette histoire parallèle est souvent surnommée Chronologie de l'enfant car Link y a accompli son œuvre à cet âge. Cet arc narratif présente un autre Royaume caché aux yeux des habitants d'Hyrule dans lequel la Triforce a été altérée, détruite. L'atmosphère y est sombre et inquiétante, la couleur pourpre y est abondante pour le ciel ou le sol. Ce lieu est appelé le Monde de l'ombre. Cette histoire parallèle comporte chronologiquement les jeux Majora's Mask, Twilight Princess et Four Swords Adventures.

- Dans la troisième, le royaume originel est scellé sous les eaux et seule une portion réduite de la terre d'origine est encore habitable. La navigation y est prépondérante, les habitants peu nombreux, les Zoras n'existent plus. Cette histoire parallèle comporte chronologiquement les jeux The Wind Waker, Phantom Hourglass et Spirit Tracks. Link porte ici le titre de Héros du Vent, du fait d'un instrument de musique, une flûte, pouvant aider à la navigation et au combat contre les forces diaboliques. Les yeux de Link sont totalement noirs, ses cheveux blonds. Il n'y est pas que chevalier, c'est aussi un conducteur de locomotive.

### Apparence physique
L’âge de Link varie suivant les histoires présentées dans les jeux. Toutefois, on remarque qu’il n’est jamais très âgé. Le personnage jouable est soit un enfant soit un jeune homme de bonne constitution, svelte et fin. Dans le jeu Twilight Princess, un Link squelette surnommé  Le Héros du Temps parle à un Link vivant pour lui enseigner diverses techniques de combat. C'est la seule fois où l'on peut être certain que deux Link de deux jeux distincts se font face et se parlent. Cela a permis d'ailleurs de vérifier que les héros prénommés Link pouvaient vivre dans des époques différentes.
Quatre jeux donnent quelques indications sur son âge : Link a seize ans dans The Adventure of Link, sept ans séparent Link enfant et Link adulte dans Ocarina of Time et Link a douze ans dans The Wind Waker. Dans Breath of the Wild, Link se réveille au bout de cent ans le temps que ses graves blessures soient guéries, et avait 17 ans lorsqu'il tombe au combat cent ans auparavant. Le livre Hyrule Historia nous dévoile également l’âge de Link dans Skyward Sword : ce dernier a 17 ans. 
La couleur de ses cheveux varie, allant du châtain, notamment pour les deux premiers épisodes, au blond plus ou moins clair par la suite. Dans le jeu A Link to the Past, Link a les cheveux roses après plusieurs évolutions. Toutefois, sa coiffure reste sensiblement identique : cheveux mi-longs et en bataille, fins et raides.
Ses yeux sont bleus dans plusieurs arcs narratifs, à l’exception notable de la saga où il est nommé le Héros du vent dans trois titres se suivant chronologiquement et avec le même style graphique en cel-shading, comprenant The Wind Waker, Phantom Hourglass et Spirit Tracks, dans lesquels ils sont totalement noirs.
Link a de longues oreilles pointues, un trait distinctif de la race des Hyliens et de leurs descendants, qui est censé leur permettre d’écouter les messages divins. Dans les cartes de commerce Zelda proposées par Nintendo tôt dans la série, il est dit que les oreilles pointues sont une marque de la famille royale.

### Triforce
Il porte la marque de la Triforce du courage sur sa main gauche, indiquant qu’il est l’élu de Farore, la déesse du courage.
L’état de santé de Link est représenté par une jauge de vie généralement symbolisée par des cœurs. Ses cœurs se vident lorsque Link est blessé, jusqu’à sa mort lorsque tous les cœurs sont vidés. Mais il peut également récupérer de la vie en récoltant des cœurs, en buvant diverses potions,en mangeant diverse chose ou en rencontrant une fée. Le nombre de cœurs augmente tout au long de l’aventure, au fur et à mesure que le héros récolte des réceptacles.

### Main
Traditionnellement, Link est gaucher, bien que ce détail ait changé au cours du temps, sa main qui porte l’épée étant différente d’un jeu à l’autre.
Le manuel d’instruction de The Adventure of Link décrit Link comme équipé « d’une épée magique dans sa main gauche et un bouclier magique dans sa droite ». Dans A Link to the Past, il alterne de main, mais cela est dû à un effet de miroir. Au début de Link’s Awakening, Link porte l’épée de sa main gauche et son bouclier de la droite, quelle que soit la direction dans laquelle il regarde. Toutefois, dans The Minish Cap, Link recommence à changer son épée de main suivant son orientation. Au début du manga Four Swords Plus (Four Swords Adventures), Link est décrit comme le « héros gaucher » après avoir vaincu les pirates qui lançaient des raids sur une ville hylienne. De plus, la figurine de Link dans The Wind Waker décrit ses préférences manuelles comme celles d’un gaucher. Toutefois, dans la série télévisée animée, Link est droitier. Dans la version Wii de Twilight Princess et dans Skyward Sword, Link est droitier, mais cela est lié au fait que les joueurs utilisent préférentiellement la télécommande Wii de la main droite : le jeu a été adapté dans ce sens pour reproduire les gestes de l’épée en inversant entièrement l’environnement en mode « miroir » par rapport à la version d’origine sur GameCube, dans laquelle Link reste gaucher, le jeu utilisant un système de contrôle traditionnel. Dans les illustrations officielles de Twilight Princess, versions GameCube et Wii confondues, il est montré portant son épée dans sa main gauche. Link est également droitier dans Breath of the Wild et Tears of the Kingdom afin de mieux convenir aux besoins du joueur, d'après Eiji Aonuma.

### Personnalité
La psychologie et le caractère de Link sont présentés dans presque tous les volets de la série. Ils s'expriment un peu mieux dans The Wind Waker, Twilight Princess et dans Skyward Sword, dans lequel on voit les émotions de Link à travers les expressions faciales. Les émotions commencent vraiment à apparaître dans Ocarina of Time. Toutefois, Link se caractérise sans conteste par sa bravoure que rien ne rebute, faisant de lui le détenteur légitime de la Triforce du Courage.
Du fait de sa possession du fragment de la Triforce, il est aussi le légitime porteur de l’Épée de Légende. C'est une puissante arme magique, apparente dans presque tous les jeux (à l‘exception de Phantom Hourglass, de Spirit Tracks, de Majora's Mask, de Breath of the Wild, Tears of the Kingdom et Link’s Awakening). Link la manie adroitement afin de défaire les forces diaboliques. Le chevalier montre à de rares moments une audace trop zélée, comme lorsqu’il essaie deux fois de combattre Ganon dans The Wind Waker alors qu’il est très mal équipé pour le vaincre, ou quand il manque de chuter d’une falaise en essayant de sauver sa sœur des griffes d’un oiseau géant au début de cette histoire. Il s’oppose à Ganon alors qu’il n’est qu’un enfant avant de malencontreusement l'aider à trouver la Triforce dans Ocarina of Time, forçant de ce fait Link à réparer les dommages qu’il a causés. Il tient à combattre une machine détraquée dans Breath of the Wild, alors qu'il est déjà épuisé et sérieusement blessé et va mourir de ses blessures ; cependant la Princesse Zelda va le faire mener dans une sorte de Sanctuaire où son corps va mettre cent ans à se régénérer.
De par ses nombreux services rendus (notamment dans les quêtes secondaires), on peut également dire que Link est très altruiste. En effet, le chevalier se doit d'aider de nombreux personnages présents dans les opus, principalement des villageois, des voyageurs ou d'autres êtres, et leur restituer des objets qu'ils ont égarés ou lui ont demandés afin de poursuivre l'aventure.
Cependant, certains jeux symbolisent certains aspects de la personnalité de Link par son affrontement avec Link noir, sa propre ombre aux yeux rouges, qui apparaît d'abord dans The Adventure of Link puis revient dans Ocarina of Time. De même, dans Twilight Princess, la vision d'un Link au visage tordu par un rictus qui a tout pour être maléfique apparaît au héros. Bien que résolument dualistes, et que le héros soit évidemment du côté du Bien, les jeux Zelda ne manquent pas de mettre quelquefois en scène une facette sombre du personnage (notamment dans le dérivé Hyrule Warriors où son orgueil et sa trop grande confiance en lui-même sont symbolisés par l'apparition de multiples Links noirs.)
Dans Breath of the Wild, la princesse Zelda décrit Link comme un personnage soucieux, silencieux. Beaucoup de personnes ont spontanément placé tous leurs espoirs en lui, ce qui lui met un poids psychologique certain et évidemment non désiré. En effet, Link est effrayé de décevoir ceux qui lui font confiance (et Zelda suppose dans son journal intime que ceci pourrait expliquer son mutisme, qui serait alors un choix et non un handicap). On découvre aussi dans le journal de Zelda qu'il a pour péché mignon la gourmandise.

### Aptitudes et techniques
Il n'est pas exactement certain de savoir à quel moment Link développe son habileté à manier l'épée et les différentes armes dans les jeux. Il semble être naturellement doué d’une grande dextérité pour l’usage des armes blanches. Il fait également œuvre d'une précision respectable avec un boomerang ou avec un arc.
Toutefois, des personnages qu’il rencontre sur son chemin peuvent lui apprendre de nouvelles techniques : The Adventure of Link, Majora's Mask, The Minish Cap, The Wind Waker, Twilight Princess, Ocarina Of Time et Tears of the Kingdom (pouvoirs magiques notamment). Cela permet d'enseigner au joueur humain comment employer efficacement les armes présentées.
Des montures sont présentes et utilisables pour quelques opus. Link y sait monter à cheval. Sa monture principale est la jument Epona. Elle lui permet de se déplacer bien plus rapidement qu’il ne le ferait à pied. Elle peut également franchir des clôtures et des fossés. Link est capable de décocher des flèches avec son arc lorsqu’il chevauche (et d'utiliser l'épée ainsi que certains objets tels le boomerang tornade dans Twilight Princess).
Dans Skyward Sword, il peut monter un oiseau appelé un célestrier vermeil.
Les facultés de Link pour la nage varient énormément d’un jeu à l’autre. Il est parfois totalement incapable de nager au début de l'épisode. Pour atteindre ses pleines capacités en nage et plongée, il doit généralement acquérir un objet magique, par exemple les palmes Zora ou une écaille Zora enchantée. Il lui faut aussi, dans Majora's Mask, utiliser le masque Zora pour augmenter ses aptitudes de nage.
Enfin, Link peut utiliser des objets magiques qui lui permettent de se protéger, de se téléporter, de contrôler des objets, tels que le Bâton Anima (Twilight Princess), ou encore d'attaquer directement ses adversaires (comme pour le feu de Din dans Ocarina of Time).
Une des plus anciennes techniques de combat utilisée par Link est la projection de rayons d’énergie avec son épée. La nature exacte de ces rayons est mal connue, non précisée dans les jeux. Cette technique permet d’atteindre des ennemis situés à de longues distances, mais souvent avec moins d’intensité qu’un coup direct. Dans la plupart des jeux, Link doit être en pleine santé pour utiliser cette technique. Après The Legend of Zelda et The Adventure of Link dans lesquels elle était possible avec l’épée initiale, Link ne pourra recourir à cette technique qu’avec une épée plus puissante que son épée de base. Dans Breath of the Wild et Tears of the Kingdom, plus Link a de récéptacles de cœur, plus la portée du rayon de l'épée de légende est grande.
Une autre technique caractéristique de Link est l’attaque de l’épée tournoyante, durant laquelle il effectue une rotation de 360° (ou davantage) avec son épée, pouvant atteindre plusieurs opposants d’un seul coup et provoquant des dommages supérieurs à ceux d’un coup simple. Cette technique se retrouve dans tous les opus à partir de A Link to the Past. Dans les premiers jeux de la série, Link devait charger son épée pour pouvoir faire une attaque cyclone mais dans les jeux suivants, il peut la faire avant mais doit ensuite attendre que son épée recharge avant d'utiliser à nouveau cette attaque. Dans les Zelda sur DS, il peut faire cette attaque plusieurs fois à la suite mais au bout de 3 attaques consécutives, il a la tête qui tourne et est paralysé pendant un moment.
L’esquive apparaît pour la première fois dans Ocarina of Time. Cette technique permet à Link d’éviter une attaque et de la contrer, en sautant de côté ou par des saltos arrière, pouvant gêner l'attaque de l'ennemi, etc.
Parmi les autres techniques de Link, on peut relever notamment l'attaque sautée (ou coup sauté).

### Vêtements
Chaque Link porte une tunique verte dans beaucoup de jeux, il a une sous-chemise (généralement marron, blanche ou verte, et dans Twilight Princess et Skyward Sword, il porte ce qui paraît être une cotte de mailles à son extrémité), et un long bonnet vert pointu pour au moins une partie de l’aventure (la grande majorité généralement). Les tons des affaires varient entre le vert pomme, le vert sapin ou le vert émeraude. On le voit souvent porter des bottes marron (généralement blanches, marron ou hâlées), bien qu’il apparaisse jambes nues dans d’autres jeux, principalement au début de la série.
Dans quelques épisodes récents, on peut voir Link arborer des tenues très différentes. Dans The Wind Waker, il débute l’aventure en pyjama bleu décontracté représentant un homard, jusqu’à ce qu’il reçoive la traditionnelle tunique verte. Lorsque l'on termine ce même jeu une première fois, on peut commencer une deuxième partie où le joueur garde la tenue bleue avec un homard durant tout le jeu. Dans Twilight Princess, il porte un costume assez rural avant d’acquérir la tenue du héros de légende après avoir restauré la lumière dans la région de Firone ; durant sa quête, il aura également une tenue Zora permettant de nager et de respirer sous l’eau. En outre, à l'issue d’une quête annexe, on obtient une armure magique soit rouge et or (qui protège) lorsque la bourse est remplie, soit grise et encombrante (plus lourde et qui ne protège pas) lorsque la bourse est vide. Dans Ocarina of Time, Link adulte peut porter la tunique Goron (qui est rouge et le protège de la chaleur) ou la tunique Zora (qui est bleue et lui permet de respirer sous l'eau). Enfin dans Spirit Tracks, il arbore d'abord une tenue de cheminot puis une tenue d'apprenti soldat (la fameuse tenue verte) et au cours d'une quête annexe, il obtient une tenue de cheminot qu'il peut échanger contre la tenue verte quand il veut (il pourra donc varier les plaisirs). Mais dans Four Sword Adventure, il y a quatre Link donc quatre couleurs : vert, rouge, violet et bleu.
Les Link plus âgés portent généralement des petits anneaux bleus comme boucles d’oreilles. Toutefois, dans le chapitre 4 de la saga adulte dans la série du manga officiel « Ocarina of Time », Impa (nourrice de Zelda) donne à Link ses boucles d’oreilles en décrivant cela comme le passage à l'âge adulte des Sheikah, un peuple d'Hyrule.
Dans Skyward Sword, Link porte pour la première fois des pantalons bouffants, ce qui est plutôt symbolique car il est le premier des Link et ses descendants porteront par la suite des collants ou auront simplement les jambes nues. Au début du jeu, Link porte une tenue de « civil », constituée d'une chemise ressemblant à celle portée par le Link au début de Twilight Princess, mais avec des manches beaucoup plus longues, d'un étrange foulard rouge avec une ceinture autour de sa taille, et d'un gros pantalon vert foncé avec des bottes grises. Lorsqu'il reçoit sa tenue verte de chevalier de Célesbourg, il ressemble au Link de Twilight Princess, mais avec les couleurs claires du Link adulte d’Ocarina of Time, avec un pantalon bouffant beige et une cotte de mailles grise, des détails qui font que le Link de Skyward Sword est un chevalier, et que sa tenue verte va donc dans ce sens.
Dans Breath of the Wild, les vêtements de Link sont facultatifs. Link peut avoir plusieurs vêtements différents selon le climat et l'état de son argent de poche. La véritable tenue du jeu est la « Tunique de Prodige », de couleur bleue. Elle est donnée par Impa et permet de voir la jauge de vie des ennemis. La tenue verte, nommée Tenue des Landes, est un objet bonus que l'on obtient après avoir terminé les 120 sanctuaires présents dans le jeu. La tunique sert alors à augmenter la puissance des rayons de vie de l’Épée de Légende quand les cœurs sont au maximum.
La couleur verte est très liée à Link de par ses vêtements usuels, la couleur de la Déesse du Courage, Farore, qui est verte et l'arbre Mojo, son protecteur dans plusieurs épisodes.

### Équipement

Les rubis, monnaie utilisée en Hyrule.

Dans tous les jeux de la série, Link porte un bouclier et une épée qui est sa principale arme. Au cours de son périple, il acquiert des versions plus puissantes de ces deux éléments. L’épée la plus connue que le héros peut utiliser est l’épée de Légende, également connue sous le nom d’Excalibur ou sous son nom anglais de Master Sword. Dans Breath of the Wild  et Tears of the Kingdom, elle est également appelée la « lame purificatrice ».  Dans les deux premiers jeux Link ne manie pas l’épée de légende et c’est une épée magique qui prend sa place. Bien d’autres épées à une ou deux mains peuvent être portées par Link dans les différents jeux. De même, il peut acquérir des boucliers plus grands et plus résistants que son bouclier en bois de départ, et parfois même des boucliers avec des propriétés magiques comme le bouclier miroir d'Ocarina of Time capable de refléter la lumière et de renvoyer les sorts des Twinrovas.
L’arc et les flèches sont également des armes récurrentes dans la série. Ils permettent d’atteindre les ennemis à de longues distances. Au cours de l’aventure Link a la possibilité d’obtenir divers types de flèches comme les flèches de feu et de glace permettant de brûler et de geler ses adversaires ainsi que des flèches de lumière qui ont des effets supérieurs. Le boomerang permet d’atteindre des ennemis éloignés. Il est surtout utilisé pour étourdir les ennemis mais aussi d'attraper des petits objets à distance (cœurs, rubis, clés…) ou même de tuer des ennemis qui ne peuvent être tués qu'avec le boomerang. Les bombes peuvent permettre de combattre les ennemis mais aussi de révéler des passages bloqués par un rocher par exemple. Le grappin permet d’atteindre des endroits normalement inaccessibles.
Link dispose d’un carquois pour ses flèches, d’un ou plusieurs sacs pour ranger ses bombes et d’une bourse pour mettre ses rubis, la monnaie d’Hyrule. Il peut obtenir des modèles de capacité supérieure au cours du jeu.

### Voix
Dans les jeux utilisant la 3D, initiée avec Ocarina of Time, plusieurs acteurs ont prêté leur voix à Link : Nobuyuki Hiyama pour Link adulte, Fujiko Takimoto pour Link enfant, Sachi Matsumoto pour Link dans The Wind Waker et Akira Sasanuma dans Twilight Princess. Aucun jeu ne contient de dialogue de Link, et le doublage consiste essentiellement en de petites phrases, des grognements, des cris de bataille et autres onomatopées,. Toutefois, dans The Wind Waker, on peut entendre Link disant « Come on ! » ou faire le bruit du chat.
La voix enfant est interprétée par :
- Fujiko Takimoto dans Ocarina of Time, Majora's Mask, Super Smash Bros. Melee, Four Swords, The Minish Cap, Hyrule Warriors et Tri Force Heroes ;
- Sachi Matsumoto dans The Wind Waker, Four Swords Adventures, Phantom Hourglass, Super Smash Bros. Brawl, Super Smash Bros. for Nintendo 3DS / for Wii U et Tri Force Heroes ;
- Yūki Kodaira dans Spirit Tracks, Tri Force Heroes ;
- Mitsuki Saiga dans A Link Between Worlds.

La voix adulte est interprétée par :
- Hikaru Midorikawa dans Sound & Drama ;
- Nobuyuki Hiyama dans Ocarina of Time, Super Smash Bros., Super Smash Bros. Melee, SoulCalibur II ;
- Akira Sasanuma dans Twilight Princess, Super Smash Bros. Brawl, Super Smash Bros. for Nintendo 3DS / for Wii U ;
- Takashi Ōhara dans Skyward Sword, Mario Kart 8 ;
- Yūki Kaji dans Hyrule Warriors.

### Autres apparences de Link

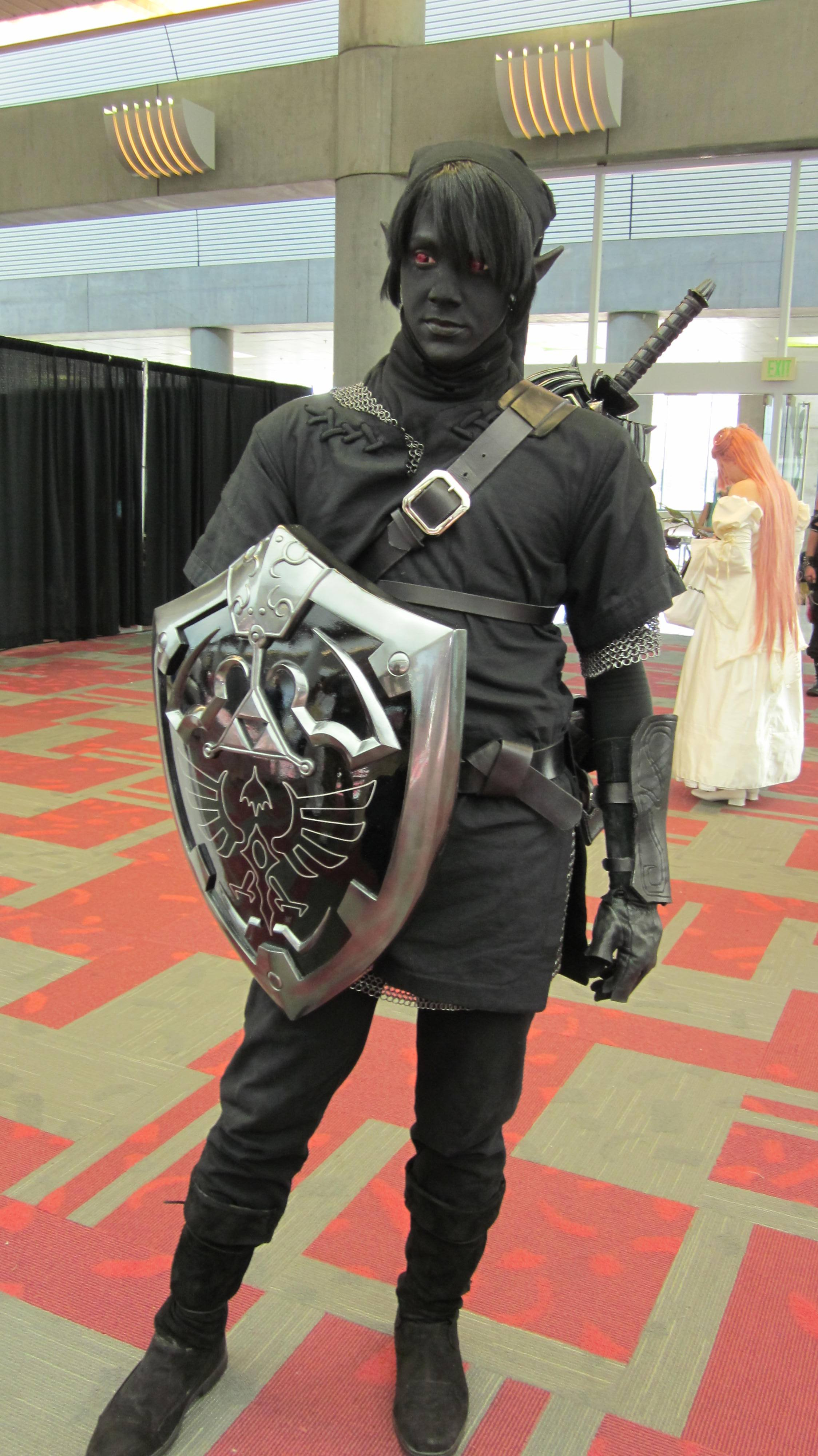
Link noir.

Link possède quatre alter-égo véritables.
Le premier apparaît uniquement dans A Link to the Past : lorsque Link se rend dans le monde des Ténèbres sans la protection de la perle de Lune ou lorsqu'il est frappé par un esprit malin, il se change en petit lapin rose vulnérable qui se trouve être l'image de son âme profonde.
Le second alter-égo consiste dans The Adventure of Link et Ocarina of Time en une apparence, une image contrôlée par des intentions malsaines — sa propre ombre, Dark-Link, aux yeux rouges et totalement vêtue de noir, qui lui est antagoniste. Il lui est imposé de le combattre.
Le troisième alias apparaît dans Twilight Princess. Ce jeu comporte deux univers distincts. Link est emmené malgré lui dans le royaume du crépuscule et s'y transforme. À la différence de tous les autres habitants d'Hyrule à qui arrive cette mésaventure et deviennent des ombres inertes, Link y devient alors un loup gris et blanc, aux yeux saphirs, avec une boucle d'oreilles créole dorée. Une habitante des lieux du nom de Midona le chevauche alors pour le guider. Link n'y possède aucune arme forgée fonctionnelle, aucun vêtement non plus, seulement son apparence animale. Il utilise ses pattes pour creuser et sa mâchoire puissante qu'il emploie alors comme tout canidé, pour attaquer ses ennemis. Il reflète les aspects mystiques de la transformation et son héroïsme lorsqu'il se métamorphose. C'est l'alter-égo le plus développé des quatre
Une autre transformation mineure existe uniquement dans The Minish Cap afin de pénétrer dans certains endroits difficiles d'accès. Il y rétrécit pour prendre la taille des Minish et pouvoir interagir avec eux et leur environnement.
Dans Majora’s Mask, Link peut également prendre d’autres apparences en revêtant des masques magiques. Il peut ainsi prendre l’apparence d’une peste Mojo, d’un Goron, d’un Zora, avoir une version géante ou encore d’un dieu vengeur ou du link des fées. Ce jeu n'hésite pas à torturer moralement le héros (qui est le même Link que celui d'Ocarina of Time), en le mettant face à sa condition de héros devenu inutile dans les débuts du jeu puis en le forçant à se transformer en toutes sortes de monstres, dont la peste Mojo. L'arc narratif y est empreint d'une mélancolie profonde davantage que nulle autre histoire et décrit un monde chaotique, même cruel ; et profondément déstabilisant.
Les derniers jeux en date à être sortis, Breath of the Wild et Tears of the Kingdom, emploient eux aussi des masques. Ils sont optionnels (à la différence de ceux de Majora’s Mask que le héros se doit de récolter et d'utiliser) et peuvent être achetés à un personnage qui les fabrique. Link est le seul à s'en servir. Ils lui permettent d'apparaître alors en une espèce spécifique de monstre (Bokoblin, Lezalfos, etc) afin que ces derniers le laissent en paix et ne l'attaquent pas tant qu'il n'a pas de gestes hostiles à leurs égards.

## Entourage
Bien que les jeux de Zelda fassent figurer plus d’interactions avec des personnages amicaux ou neutres que dans certains jeux d’aventure comme la série Metroid, ces personnages prennent rarement une part active dans la quête de Link qu’il accomplit seul. Parallèlement, certains ennemis sont récurrents dans la série.

### Famille
Le premier membre de la famille de Link à apparaître dans la série est un oncle anonyme qui rencontre un destin tragique au début de A Link to the Past. Prenant son épée et son bouclier, Link part le venger et finit sa mission : sauver la princesse Zelda et Hyrule d'Agahnim puis de Ganon. À la fin du jeu, il est mentionné dans une cinématique que l'oncle est « enfin guéri », ce qui suggère qu'il n'était que blessé au début du jeu.
Dans Ocarina of Time, Link a une mère mentionnée dans le jeu comme fuyant les ravages d’une guerre féroce. Elle confie son bébé au vénérable arbre Mojo alors qu’elle est mortellement blessée.
Dans The Wind Waker la grand-mère de Link se démène pour élever ses petits-enfants en l’absence inexpliquée de son mari et de leurs parents. Lors de l’anniversaire de Link au début du jeu, elle lui offre une nouvelle tenue similaire à celle du héros légendaire. C’est également dans cet épisode de la série que l’on trouve le membre de la famille de Link le plus abouti, sa sœur Arielle. Link part à l’aventure pour la sauver après qu’elle a été enlevée par un oiseau géant, et après sa libération elle continue à aider Link dans sa quête.
Dans The Minish Cap, Link vit avec son grand-père, le forgeron d’Hyrule et un ami du roi. Quand Zelda est transformée en pierre par le sorcier Vaati, il recommande qu’on envoie Link chercher les légendaires Minish et demander leur aide. Son père et sa mère apparaissent sous la forme d’esprits dans le manga de A Link to the Past.
Dans Twilight Princess, lorsque Link parvient à trouver tous les loups dorés, le chevalier squelette le surnomme « Mon fils » ; dans la version anglophone du jeu, c'est l'expression « My child » qui est employée. Cette expression serait donc utilisée plus à titre métaphorique pour désigner Link comme son fils spirituel ou son héritier - vu qu'il lui a transmis tout son savoir - plutôt que dans un sens littéral, cependant on apprend dans Hyrule Historia qu'il s'agit en fait de son ancêtre, le Héros du Temps. Et dans The Legend of Zelda: Spirit Tracks, aucun élément de sa famille n'est donné, comme pour Skyward Sword.
Dans Breath of the Wild, Zelda révèle que le père de Link était un chevalier.

### Alliés
Le principal ami de Link dans la série est la princesse Zelda qui apparaît dans la très grande majorité des épisodes, son absence étant notable uniquement dans Majora's Mask où elle n'est même pas mentionnée, juste apparaissant dans un flashback de Link au début du jeu. Elle est également absente dans Link’s Awakening, où Link confond Marine avec elle au début du jeu) Elle apparaît sous diverses formes, comme celle du capitaine pirate Tetra dans The Wind Waker et Phantom Hourglass, mais également sous la forme de Sheik dans la partie adulte d’ocarina of time. Impa, la nourrice de Zelda, apparaît également à plusieurs reprises dans la série et aide Link dans ses aventures.
Au cours de ces divers périples, il se fait de nombreux amis qui l’aiguillent dans sa quête. Parmi eux figurent par exemple Marine dans Link’s Awakening, Saria et Darunia dans Ocarina of Time, Midona dans Twilight Princess, avec laquelle il devient progressivement ami après un premier contact difficile, ou bien Exelo dans Minish Cap et Linebeck dans Phantom Hourglass.
Les fées sont courantes dans les jeux Legend of Zelda. Dans tous les opus, Link peut trouver de petites fées qui l’aident en lui remplissant plusieurs cœurs avant de disparaître. Dans certains jeux, elles peuvent être enfermées dans des bouteilles pour être utilisées plus tard. Les Grandes Fées sont plus rares. Cachées dans des fontaines des fées, elles peuvent, outre permettre à Link de recouvrer sa pleine santé, lui offrir des objets, de nouvelles techniques ou de nouveaux sortilèges. Dans Ocarina of Time, la petite fée Navi accompagne et guide Link dans son périple et l’aide à chaque fois qu’elle le peut. Dans Majora’s Mask ce rôle est repris par Taya, puis par Ciela dans Phantom Hourglass.

### Ennemis
L’adversaire héréditaire de Link est Ganondorf ou Ganon. Ganondorf fait partie du peuple Gerudo, un peuple de voleurs ou plutôt de voleuses. Il est par ailleurs leur roi de par sa naissance ; en effet, chez les Gerudos un seul homme naît tous les cent ans et est destiné à devenir leur roi. Que ce soit sous sa forme humaine (Ganondorf) ou bestiale (Ganon), il est présent dans de très nombreux épisodes en tant que boss final. C’est un sorcier puissant et il détient la Triforce de la Force. C’est le même Ganondorf/Ganon qui revient dans les différents épisodes de la série, se distinguant de Link et de Zelda. Ganon est l’un des rares méchants de Nintendo à être entièrement maléfique. Il n'a d'affection pour personne, est sans foi ni loi et considère ses serviteurs comme de vulgaires pions qu’il n’hésite pas à sacrifier pour sa cause.
Le second ennemi récurrent de Link est Vaati, un sorcier au grand pouvoir qui peut prendre diverses formes et posséder les gens. Link le bat à l’aide de l’épée de Quatre.
On peut citer d'autres grands ennemis faisant face à Link, en l'absence de Ganon ou avant son apparition. Dans Twilight Princess, celui-ci s'appelle Xanto et a reçu une partie des pouvoirs de Ganondorf afin de devenir roi du crépuscule. Il est vaincu par Midona qui utilise les cristaux d'ombre. Dans Phantom Hourglass, Bellum est le principal ennemi du jeu, Ganon n'apparaissant pas, car vaincu dans The Wind Waker, il a le pouvoir de posséder les êtres vivants et d'aspirer l'énergie vitale ainsi que la mémoire. Le Roi des Mers est parvenu à l'enfermer dans les profondeurs du Temple. Dans Spirit Tracks, il s'agit de Mallard, le Roi-Démon, autrefois enfermé au sommet de la Tour des Dieux par des divinités, mais de sombres individus cherchent à le libérer pour leur propre cause. Dans Skyward Sword, l'ennemi principal est l'Avatar du Néant, qui est une allégorie du mal, et Ganondorf, puis Ganon en est une de ses réincarnations causées par la malédiction qu'il a posée sur Link avant de mourir. Dans Link’s Awakening, le « méchant » du jeu est Maléficio, le cauchemar du poisson-rêve, qui cherche à empêcher Link de réveiller celui-ci, et de faire disparaître Cocolint. Il veut également dominer l’île.

### Relation avec la princesse Zelda
Dans la plupart des opus de la série, Link a pour but de sauver la princesse Zelda. Plusieurs moments dans la série font implicitement augurer une relation amoureuse entre Link et la princesse. La première allusion de la sorte apparaît à la fin de The Adventure of Link, quand Zelda, une fois éveillée, embrasse Link sous le rideau tombant. De même, la fin ultime des jeux Oracles montre Zelda embrasser la joue de Link, provoquant son évanouissement au milieu de cœurs flottant au-dessus de sa tête.
Dans Ocarina of Time, certaines scènes représentant Link et Zelda peuvent être interprétées comme les signes d’une romance naissante, éveillant la jalousie de Navi. Dans la scène finale, Link et Zelda flottent dans le ciel et semble partager un moment romantique. Dans le flashback durant lequel Link réapprend le Chant du Temps dans Majora’s Mask, Zelda dit à Link qu’il lui semble qu’elle le connaît depuis toujours, et qu’elle a foi en son retour à Hyrule. Dans The Wind Waker, une forte relation est pressentie entre eux à la fin lorsqu’ils flottent au-dessus de l’eau en se donnant la main. Ganon appelle également fréquemment Zelda « ta précieuse Zelda » devant Link. Mais c'est dans Skyward Sword où l'on trouve la preuve la plus flagrante : juste avant de disparaître, Zelda tente de dire à Link « je t'aime » mais ne prononce que le « je ». Plus tard dans le jeu, Link semble prêt à pleurer quand Zelda plonge dans un sommeil millénaire pour protéger le monde. Par ailleurs, juste avant de s'endormir, elle lui dit « Je serai toujours ta Zelda ». Lorsqu'elle revient à la vie, elle s'évanouit dans les bras du Héros et ils restent longtemps dans les bras l'un de l'autre avant de se relever et de se diriger vers leurs amis en se tenant la main.
Dans une cinématique du mode aventure de Super Smash Bros. Brawl où Link et Zelda ont leurs apparences de Twilight Princess, une fausse Zelda est mise hors d'état de nuire par Mario et Pit et elle est sous la forme de trophée avant de se désintégrer. Ayant assisté à la scène avec Yoshi, Link croyait que Mario avait tué Zelda et il se mit à l'attaquer sans chercher à comprendre ce qu'il s'est passé. 
À la fin de Spirit Tracks, Link et Zelda se tiennent la main une fois que les Locomos soient retournés auprès des dieux et au tout début quand Link reçoit son diplôme, il rougit quand il voit la princesse. De même, lorsque Zelda retrouve sa forme corporelle, elle se jette dans les bras de Link, qui rougit encore.
Dans Breath of the Wild, le personnage très complexe de la princesse Zelda commence par ne pas supporter Link, avant de lui confier ses peurs et ses peines. La scène finale du jeu montre une princesse impatiente de construire une nouvelle vie avec lui, se demandant si Link se souvient d'elle. Il est implicitement souligné que Zelda n'attend que le retour de son chevalier, et plusieurs plaisanteries ou remarques sont faites sur la relation qu'elle entretient avec lui.
Il est sous-entendu que Zelda a développé des sentiments amoureux pour Link lorsque dans un souvenir Zelda demande à l'Arbre Mojo de transmettre un message au héros. Mais à peine a-t-elle commencé que l'Arbre Mojo l'interrompt, lui disant qu'un message de cette importance doit être délivré en personne.
La relation est nettement plus affichée dans les mangas, comme ceux d’Ocarina of Time par exemple. Ainsi, Zelda embrasse Link durant les chapitres de l’enfance, provoquant l’excitation de Link, et la scène qui précède la capture de Zelda par Ganon dans les chapitres de l’âge adulte montre un moment de tendresse entre les deux. À la dernière page, Link va rencontrer Zelda dans la cour du château et elle pleure de joie en le voyant. Les dialogues dans le manga et l’incapacité de Link d’arrêter de penser à Zelda tout au long du manga donnent des preuves supplémentaires. Un autre exemple de cette romance apparaît dans le manga officiel de Four Swords, à la fin duquel Link et Zelda sont représentés se tenant la main.
Dans le dessin animé Princesse Zelda, il est bien montré que Link est amoureux de la princesse Zelda, ayant accepté de garder la Triforce de la Sagesse uniquement pour être près d'elle. Il essaie par tous les moyens d'obtenir un baiser de Zelda, mais celle-ci refuse toujours catégoriquement. Dans l'épisode 12, Link se fait tuer par Ganon, et Zelda est la seule à voir son esprit. Ganon explique à ses sbires plus tard que si Zelda est la seule à le voir, c'est parce qu'elle est amoureuse de lui. Ce qui provoque l'euphorie de Link qui, toujours sous sa forme de fantôme, saute sur le rebord d'un balcon de la Forteresse de Ganon, et se met à chanter « Zelda m'aime ! Zelda m'aime ! ». Ils partagent aussi plusieurs moments romantiques durant les épisodes.
Link demandera également un baiser à Zelda dans le jeu « hors-série » Link: The Faces of Evil, mais elle refusera.

## Représentation graphique
À propos de la manière de représenter Link dans The Wind Waker, Miyamoto a expliqué que « Link était un jeune garçon et pour créer un jeune garçon très actif et énergique et pour choisir le bon style pour représenter le jeune garçon dans un jeu comme ça nous avons fait différents essais. L’ultime décision à laquelle nous sommes parvenus était que la version cel-shading dans The Wind Waker était la meilleure option pour exprimer cela ». The Wind Waker s’appuie sur un nouveau Link, des siècles après la victoire de Link dans Ocarina of Time.

## Apparitions

### Jeux vidéo

#### De 1986 à 1997
| 1986 | The Legend of Zelda             |
| 1987 | The Adventure of Link.          |
| 1988 |                                 |
| 1989 |                                 |
| 1990 |                                 |
| 1991 | A Link to the Past              |
| 1992 |                                 |
| 1993 | Link's Awakening                |
| 1994 |                                 |
| 1995 |                                 |
| 1996 |                                 |
| 1997 |                                 |
| 1998 | Ocarina of Time                 |
| 1998 | Link's Awakening DX             |
| 1999 |                                 |
| 2000 | Majora's Mask                   |
| 2001 | Oracle of Seasons               |
| 2001 | Oracle of Ages                  |
| 2002 | Four Swords                     |
| 2002 | Ocarina of Time / Master Quest  |
| 2003 | The Wind Waker                  |
| 2003 | Collector's Edition             |
| 2004 | The Minish Cap                  |
| 2004 | Four Swords Adventures          |
| 2005 |                                 |
| 2006 | Twilight Princess               |
| 2007 | Phantom Hourglass               |
| 2008 |                                 |
| 2009 | Spirit Tracks                   |
| 2010 |                                 |
| 2011 | Skyward Sword                   |
| 2011 | Ocarina of Time 3D              |
| 2011 | Four Swords Anniversary Edition |
| 2012 |                                 |
| 2013 | A Link Between Worlds           |
| 2013 | The Wind Waker HD               |
| 2014 |                                 |
| 2015 | Tri Force Heroes                |
| 2015 | Majora's Mask 3D                |
| 2016 | Twilight Princess HD            |
| 2017 | Breath of the Wild              |
| 2018 |                                 |
| 2019 | Link's Awakening                |
| 2020 |                                 |
| 2021 | Skyward Sword HD                |
| 2022 |                                 |
| 2023 | Tears of the Kingdom            |
| 2024 | Echoes of Wisdom                |

- Série principale
- Remake, remaster
- Compilation
- À venir

Link fait sa première apparition le 21 février 1986, avec la sortie du jeu vidéo The Legend of Zelda au Japon. Dès ce premier épisode et pour tout le reste de la série, Link est le personnage contrôlé par le joueur. Bien que le joueur puisse le renommer comme il le veut, c’est le nom original du héros qui est utilisé dans la séquence introductive. Le personnage de Link n’est pas encore très détaillé. Décrit comme un jeune épéiste qui sauva la nourrice de Zelda, Impa, des hommes de main de Ganon, il joue le rôle du héros essayant de sauver la princesse Zelda (et le royaume d’Hyrule) des mains du diabolique sorcier Ganon, détenteur de la Triforce de la Force. Il commence le jeu comme un petit garçon vêtu de vert avec un bouclier mais aucune arme, et va progressivement récupérer des équipements et des fragments de la Triforce du Courage, jusqu’à devenir suffisamment puissant pour affronter Ganon et sauver la princesse.
Dans Zelda II: The Adventure of Link, Link approche de son seizième anniversaire. Impa l’emmène au Château du nord à Hyrule, alarmée par la soudaine apparition d’un cachet de la Triforce sur la main gauche du garçon. Elle lui montre la vraie héritière d’Hyrule, une vieille incarnation de la Princesse Zelda, piégée dans un sommeil éternel, gisant sur un autel dans le château. La vieille femme raconte à Link la légende de Zelda, un ancien conte sur la division de la Triforce et la malédiction qui a été jetée sur la princesse. Impa donne ensuite à Link six cristaux, et un manuscrit écrit dans un ancien langage hylien, que Link comprend sans l’avoir jamais appris. Il y apprend que la marque sur sa main est le signe qu’il a été choisi pour chercher la troisième Triforce, la Triforce du Courage, dans le Grand Palais de la Vallée de la Mort. Link commence alors une quête pour placer un cristal dans chacun des six palais d’Hyrule, pour qu’il puisse plus tard pénétrer sans être gêné dans le grand palais, protégé par magie, et y obtenir la Triforce du Courage et ainsi réunir les trois pièces de la Triforce et réveiller Zelda.
The Legend of Zelda: A Link to the Past raconte comment, des siècles avant les évènements de The Legend of Zelda, Ganon et son armée démoniaque furent bannis dans la terre sacrée, le royaume de la Triforce, par les hyliens, au prix d’innombrables vies. Le portail de ce monde fut scellé par magie par sept Sages, et les terres derrière ce sceau, que les hyliens espéraient ne plus jamais être brisé, devinrent connues sous le nom de Monde des Ténèbres, comme elles étaient corrompues par Ganon. La lutte pour sceller Ganon dans la terre sacrée devint connue comme la guerre d’emprisonnement. Un jour, alors que la guerre était oubliée depuis longtemps, le pays est touché par un soudain désastre, jusqu’à ce que le sorcier Agahnim apparaisse à la cour du roi d’Hyrule et étouffe le bouleversement. Nommé chef conseiller du trône, il saisit rapidement les pouvoirs du roi et enlève six jeunes filles, descendantes des sages qui avaient scellé l’entrée du monde des ténèbres. Les jeunes filles sont gardées dans la tour du château, et ne sont plus jamais revues. Agahnim commence ensuite un sombre rituel pour briser le sceau sur le monde des ténèbres et relâcher la furie de Ganon sur Hyrule. La princesse Zelda, elle-même descendante du septième sage, décide d’envoyer un message télépathique pour demander de l’aide avant d’être enlevée. L’oncle de Link se dirige vers le château le premier mais est rapidement défait. Il laisse son épée à Link et dans son dernier souffle lui apprend la technique de l’épée tournoyante. Le jeune héros commence ensuite un voyage pour collecter trois médaillons magiques de la vertu, et récupérer l’épée de maître avant de s’opposer à Agahnim.
Dans The Legend of Zelda: Link's Awakening, qui a lieu après A Link to the Past, Link décide de voyager dans le monde pour être prêt si une menace comme Ganon s’abat à nouveau sur Hyrule. Alors qu’il retourne vers Hyrule, le bateau de Link est pris dans une tempête et s’échoue. Il est rejeté sur la rive d’une mystérieuse île nommée Cocolint. Link est recueilli dans la maison d’un gentil homme nommé Tarin et de sa fille Marine. Un hibou parlant lui raconte que le seul moyen pour s’échapper de Cocolint est de réveiller le « poisson-rêve », une créature géante dormant paisiblement dans un gigantesque œuf au centre de l’île.

#### De 1998 à 2001
Dans The Legend of Zelda: Ocarina of Time, un jeune Link a été élevé comme un Kokiri, une race d’enfants vivant dans la forêt, à la différence que contrairement à ces enfants il ne possède pas de fée. Le Vénérable Arbre Mojo, auprès duquel il est convoqué, raconte à Link qu’une malédiction lancée par un sombre cavalier du désert, nommé Ganon, est en train de le tuer. L’arbre Mojo raconte à Link l’histoire de la Triforce et l’envoie au Château d’Hyrule, où il rencontre la princesse Zelda. Celle-ci lui dit de collecter les Trois Pierres Spirituelles et de sauver Hyrule. Link accomplit cette tâche se rend au Temple du Temps où il acquiert l’épée de Légende. Mais en tirant l'épée de son socle, Link ouvre une brèche vers le Saint-Royaume dans laquelle Ganon s'engouffre et qui lui permet d'acquérir la Triforce de la Force alors que l'esprit de Link sommeille pendant sept ans au cœur du Temple de la Lumière. À son réveil, Link est désormais prêt à être le Héros du Temps, comme le lui annonce Rauru, Sage de la Lumière. Afin de sauver Hyrule et de défaire Ganon, Link doit éveiller les Sept Sages qui, grâce à leurs pouvoirs, peuvent emprisonner Ganon dans ce qui fut le Saint-Royaume. En retournant à la forêt Kokiri afin d’éveiller le Sage de la Forêt, il s’aperçoit qu’aucun de ses amis n’a grandi, contrairement à Link qui a désormais un physique de jeune adulte, et qu’ils ne le reconnaissent pas. Après que Link ait brisé la malédiction du Temple de la Forêt, le successeur de l’arbre Mojo, le Bourgeon Mojo, que la malédiction empêchait de croître, révèle à Link son passé. Les Kokiri ne grandissent jamais ; la raison pour laquelle Link a grandi est qu’il est en réalité un Hylien, rescapé de la grande guerre qui déchira Hyrule alors qu’il n’était encore qu’un bébé. Sa mère s’enfuit avec lui dans la forêt Kokiri et, mortellement blessée, le laisse sous la protection de l’Arbre Mojo. Il est élevé comme un Kokiri, et n’est pas connu pour être différent. À travers le reste du jeu, Link voyage dans le temps entre les deux époques durant lesquelles se déroule l’aventure grâce à l’épée de Légende. Il apparaît que les deux Triforces restantes ont pour détenteurs Link et la Princesse Zelda. En effet, comme le cœur de Ganon n’était pas pur et équilibré, la Triforce s’est brisée en trois et il n’a pu conserver que celle qui se rapprochait le plus de son ambition. À la fin du jeu, après avoir défait Ganon, Link est renvoyé à l’époque de sa jeunesse par la princesse et Navi le quitte.
The Legend of Zelda: Majora's Mask a lieu après que Link a défait Ganon et a été renvoyé à l’époque de son enfance. Link quitte Hyrule pour chercher un ami perdu (qui est selon le manga son amie la fée Navi). Alors qu’il circule à cheval dans les Bois Perdus, il est piégé par un Skull Kid qui possède un masque maléfique, le Masque de Majora, et son cheval, Epona, est dérobé. Pourchassant le Skull Kid, Link tombe dans une crevasse et arrive dans une contrée appelée Termina. Il doit sauver ce pays du Masque de Majora, qui a modifié l’orbite de la lune qui menace de s’écraser sur la principale ville de Termina, Bourg-clocher, dans trois jours. Link utilise l’Ocarina du Temps pour jouer la chanson du temps qui le renvoie à un temps antérieur, de façon à revivre ces trois jours de manière répétée et prévenir le désastre. Au cours de son aventure, Link trouve plusieurs masques magiques, dont une poignée d’entre eux lui permettent de se transformer. Ces masques peuvent le changer en Goron, en peste Mojo, en Zora ou en « dieu vengeur ». Dans ce jeu, Link ne grandit jamais dans le sens traditionnel, mais le pouvoir du masque de Puissance des fées lui permet de revêtir une apparence d’adulte. Cette forme est similaire au Link adulte d’Ocarina of Time. Miyamoto et son équipe mentionnèrent leur souhait « que Link arrive dans un monde merveilleux, pour avoir des aventures et réfléchir sur ce qu’il devait faire ».
Dans The Legend of Zelda: Oracle of Seasons, la Triforce envoie Link en mission dans un autre pays, Holodrun, pour stopper l’interruption des saisons par le Général des Ténèbres, Onox. Son devoir est de protéger l’Oracle des Saisons, une danseuse nommée Din. Après qu’Onox l’a capturée par la force et que les saisons sont jetées dans le chaos, Link arrive à son secours avec l’aide de la baguette des Saisons, un outil magique qui lui permet de contrôler les quatre saisons.
Dans The Legend of Zelda: Oracle of Ages, Link se réveille dans un autre pays, Labrynna, où il a été envoyé par la magie de la Triforce. À son arrivée, il est piégé par Veran, la sorcière des Ombres, en ouvrant le sceau qui protégeait l’Oracle des Âges, une chanteuse nommée Nayru. Veran, possédant le corps de Nayru et des pouvoirs pour voyager dans le temps, fait des va-et-vient dans le temps, modifiant le passé et dirigeant le présent. Link se précipite pour la suivre dans le passé et sauver Nayru en utilisant les pouvoirs de la Harpe des Âges, qui, quand on en joue correctement, offre à son utilisateur le pouvoir de faire des allers-retours dans le temps. Après avoir chassé l’esprit de Veran du corps de Nayru, Link gravit sa citadelle pour défaire Véran.
Après avoir joué à ces deux derniers jeux (quel que soit l’ordre), en utilisant un code obtenu à la fin du premier jeu joué, il est révélé que les évènements des deux jeux font partie d’un sinistre complot mené par les Twinrova, deux sorcières, pour allumer les flammes de la Destruction (allumées par les actions d’Onox), de la Tristesse (allumées par les actions de Veran), et du Désespoir (allumées quand Zelda est enlevée), un rituel pour ressusciter Ganon. Pour compléter le rituel, le sacrifice d’un individu au cœur pur est requis. À la fin, Link doit sauver Zelda de ce destin. Link vainc les Twinrova et sauve Zelda, mais les Twinrova se sacrifient elles-mêmes pour ressusciter Ganon et Link doit le combattre une fois de plus.

#### De 2002 à aujourd’hui
Dans The Legend of Zelda: Four Swords, Zelda va au sanctuaire des quatre épées avec son ami Link, pour vérifier le sceau contenant le diabolique mage des vents, Vaati. Cependant le sceau se brisa et Vaati émerge, enlève Zelda et assomme Link. Link se réveille pour trouver trois fées qui lui expliquent qu’il doit retirer de son piédestal l’épée de Quatre. Cette épée magique le divise en 2 à 4 Link identiques (cela dépend du nombre de joueurs). Le premier Link porte son habituel tenue verte, le second une version rouge, le troisième bleue et le quatrième violet. Dans The Legend of Zelda: The Minish Cap sorti plus tard il est révélé que ces couleurs reflètent les quatre éléments avec lesquelles l’épée est forgée : la terre, le feu, l’eau et le vent. Les Link doivent coopérer pour passer les obstacles, collecter des clés et pénétrer dans la palais de Vaati pour qu’ils puissent secourir Zelda et sceller le mage.
Dans The Legend of Zelda: The Wind Waker, qui a lieu des siècles après Ocarina of Time, les dieux ont inondé Hyrule, créant la grande mer, et ne laissant que les plus hautes montagnes d’Hyrule. Au début du jeu, la petite sœur de Link, Arielle, est capturée par le roi Cuirassé, un oiseau géant contrôlé par Ganon, à la recherche de la princesse Zelda. Link voyage sur la Grande Mer pour secourir sa sœur et défaire le roi Cuirassé ; sa quête se jumelant à celle du lion rouge qui révèle finalement, après plusieurs essais, que Link est le « héros du vent ». Utilisant la Baguette du vent, un bâton magique, il emprunte le pouvoir des dieux pour l’aider dans sa quête. L’interface d’utilisation de la baguette est similaire à celle de l’Ocarina du Temps, mais utilise des mesures et des temps pour former les accords musicaux, jouant ainsi des mélodies comme la Mélodie du vent, qui contrôle la direction du vent. Link doit finalement rassembler la Triforce du Courage pour rendre le pouvoir a Excalibur, afin de vaincre Ganon.
Dans The Legend of Zelda: Four Swords Adventures, Zelda, qui s’inquiète une fois encore pour le sceau de Vaati, va avec six autres jeunes filles mystiques pour vérifier le sanctuaire de l’épée de Quatre, Link les accompagnant. Cependant, une sombre copie de Link attaque. Link est forcé de retirer l’épée de Quatre pour combattre ce Link, mais quand il fait cela il est encore une fois partagé en copies de lui-même, et Vaati s’échappe.
Dans The Legend of Zelda: The Minish Cap, qui se situe avant Four Swords et Four Swords Adventures, Link est un jeune garçon qui vit avec son grand-père, le maître forgeron d’Hyrule. Link est un ami d’enfance de la princesse Zelda, et le jour de la fête annuelle d’Hyrule pour célébrer le venu du Picori, ils vont se joindre aux festivités. Un mystérieux étranger, Vaati, se montre et remporte le tournoi de combat à l’épée ; chaque année le gagnant du tournoi a l’honneur de toucher la lame sacré de Picori. Cette épée est un cadeau du nain Picori aux hyliens et a été utilisé longtemps auparavant par un héros légendaire pour défaire les forces des ténèbres et les sceller dans le coffre. Vaati détruit la lame et lance une malédiction sur Zelda, et c’est à Link de réparer l’épée, défaire Vaati et sauver Zelda. À la fin du jeu, la lame Picori devient l’épée de quatre dans laquelle Link scelle Vaati, préparant le terrain pour les jeux Four Swords précédemment sortis.
The Legend of Zelda: Twilight Princess, sorti en novembre 2006 sur Wii et un mois plus tard sur GameCube, se déroule des décennies après les évènements d’Ocarina of Time, dans une chronologie alternative à The Wind Waker,. Link est un garçon de ferme d’une seizaine d’années vivant une vie normale jusqu’à ce que deux de ses amis, Colin et Iria, soient enlevés par des monstres. Link tente de secourir ses amis, ce qui le mène dans le royaume du crépuscule, un endroit sombre où il se métamorphose en loup. Alors qu’il est sous cette forme, il est aidé par Midona, une créature ressemblant à un lutin, et il apprend pourquoi le crépuscule envahit ce monde. Cependant, dans son essai de sauver ses amis, Link découvre un mal encore plus grand qu’il est le seul à pouvoir arrêter. Durant le jeu, Link voyage dans le monde normal sous sa forme humaine et dans le royaume du crépuscule sous forme de loup.En utilisant ces deux formes Link doit parvenir à vaincre Xanto l'ursurpateur, roi auto-proclamé du crépuscule, qui sème la terreur dans Hyrule.
Dans l'épisode The Legend of Zelda: Phantom Hourglass, on retrouve le Link de The Wind Waker puisque cet opus en est la suite logique. Le jeu se déroule quelques mois après The Wind Waker. Link embarque avec Tetra, la pirate rencontrée dans The Wind Waker, et part à la découverte de nouveaux rivages. Alors que Tetra explore le Bateau fantôme, Link passe par-dessus bord et arrive sur une île mystérieuse, où il rencontre une petite fée, Ciela, et Linebeck, un marin, qui l'aideront à retrouver ses amis et à poursuivre son voyage pour sauver Tetra et vaincre Bellum, un monstre assoiffé d’énergie pour donner ainsi au Roi des mers sa véritable apparence, une baleine blanche.
Dans The Legend of Zelda: Spirit Tracks, on retrouve une nouvelle fois Link Cartoon, cet épisode se déroulant un siècle après Phantom Hourglass. Link est alors un conducteur de train qui doit aller chercher son diplôme de conducteur auprès de la princesse Zelda. Or le ministre du royaume qui inquiétait la princesse s'avère être le serviteur du démon Mallard, enfermé dans la Tour des Dieux, scellée grâce aux puissances du royaume arrivant par les voies ferrées. Mallard fait disparaître les voies ferrées sacrées pour s'échapper de sa prison, et la mission de Link est de les restaurer, aidé de l'esprit de la princesse Zelda, son corps ayant été volé par Mallard.
Dans The Legend of Zelda: A Link Between Worlds, le Link présent est un tout nouveau Link. Cet épisode est la suite de The Legend of Zelda: A Link to the Past se déroulant des centaines d’années plus tard. Eiji Aonuma, producteur de la série, a annoncé durant une conférence en 2013 que le Link de cet épisode n'est pas le même que son prédécesseur mais que le royaume d'Hyrule sera le même avec quelques modifications.

### Apparitions en dehors de la série
Link est présent dans un certain nombre de jeux en dehors de la série des Zelda. Aucun de ces jeux n’apporte d’élément intégré à la série.
Link: The Faces of Evil, sorti en 1993 pour le système CD-i de Philips, est le seul des trois jeux Zelda pour le système CD-i dans lequel Link est le principal protagoniste. Au début du jeu, un magicien nommé Gwonam rend visite à Link pour lui annoncer que Ganon et ses fidèles ont envahi la paisible île de Koridai et capturé Zelda. Après avoir été informé qu’il était le seul à pouvoir vaincre Ganon, Link s’en va à Koridai pour trouver le Livre de Koridai, un livre magique. En utilisant le livre, il vainc Ganon et libère Zelda. Bien qu’il fasse intervenir les personnages de Zelda, ce jeu n’est pas produit, ni supervisé par Nintendo, qui n’a pas officiellement reconnu le jeu comme faisant partie de la série des Zelda. Dans la série de jeux WarioWare, Link a ses propres mini-jeux.
Il y a deux autres jeux The Legend of Zelda parus pour CD-I : Zelda: The Wand of Gamelon et Zelda's Adventure. Cependant, dans ces deux jeux c’est la princesse Zelda qui est le personnage jouable, puisque la trame de ces deux jeux comporte l'enlèvement de Link.
Link est un des douze personnages jouables du jeu de combat Super Smash Bros., publié en 1999 sur Nintendo 64. Link porte par défaut son habituelle tunique Kokiri verte, et le joueur peut choisir entre différentes couleurs de tunique. Il dispose d’une partie de son arsenal des jeux Zelda, incluant des bombes, un boomerang et un grappin. Il revient dans la suite, Super Smash Bros. Melee, sortie en 2001 sur GameCube. Dans cet opus, il a un arc en plus de son équipement de Super Smash Bros. Link enfant est également un personnage jouable après avoir été débloqué. Modélisé à partir de la version d’Ocarina of Time, Link enfant est plus agile mais moins fort que son aîné. Link « adulte » est l’un des premiers combattants confirmés pour Super Smash Bros. Brawl, publié en 2005 sur Wii, ainsi que Super Smash Bros. for Nintendo 3DS / for Wii U, publié en 2014 sur Nintendo 3DS et Wii U. Dans ces deux opus, la version enfant n'est plus présente dans le jeu, mais remplacé par « Link Cartoon », une version de Link basée sur The Wind Waker. Enfin dans Super Smash Bros. Ultimate, publié en 2018 sur Nintendo Switch, les trois versions de Link sont disponibles en personnages jouables. D'ailleurs, le Link « adulte » a son apparence basée sur Breath of the Wild.
Link adulte est le personnage exclusif de la version GameCube de SoulCalibur II de Namco. Peu de choses sont révélées à propos de Link dans ce jeu, mais il est connu qu’après avoir sauvé Hyrule d’un sorcier maléfique qui avait été contrôlé par un fragment de Soul Edge, il entra dans une quête pour détruire l’épée maléfique. Retirant rapidement l’épée de Légende de son piédestal, il entreprit de voyager dans le monde pour détruire Soul Edge, dans une mission secrète organisée par la princesse Zelda. Miyamoto ne voyait aucun problème à ce que Link apparaisse dans ce qui peut être vu comme un violent jeu de combat, comme il avait déjà été établi comme combattant dans les jeux Super Smash Bros. Le modèle plus réaliste de Link de ce jeu fut utilisé pour le développement du Link de Twilight Princess. Link est le seul personnage de SoulCalibur II à utiliser des armes variées et le seul personnage invité à avoir son propre thème musical et plus de deux costumes. Il utilise un certain nombre d’items de la série des Zelda. Un aspect notable de Link dans ce jeu est qu'il est le seul personnage pouvant attaquer en se servant de véritables projectiles (ses armes étant sensiblement les mêmes que dans Super Smash Bros. Melee, soit son arc, son boomerang et ses bombes) — seul Spawn, le personnage exclusif à la version Xbox du jeu, peut en faire autant. Link possède un style de combat unique, comparé aux autres personnages « réguliers » du jeu, et possède même quelques attaques provenant de jeux de la série The Legend of Zelda (la charge et l’attaque cyclone entre autres).
Au total, Link possède quatre costumes, ce qui est plus que n'importe quel autre personnage régulier. Ses couleurs disponibles sont le vert, le rouge, le bleu et couleur lavande. Outre son épée et son bouclier Hylien, Link peut porter plusieurs armes du passé, comme sa Canne de Byrna provenant de A Link to the Past, et l'épée et le bouclier magiques de The Legend of Zelda. Son arme ultime est la Great Fairy Sword de Majora's Mask, et son arme comique est un filet à papillons, celui provenant de A Link to the Past. Même si la GameCube a le plus petit marché des trois consoles de la sixième génération, cette version de SoulCalibur II a été plus populaire que celles pour PlayStation 2 et Xbox. La version GameCube s’est vendue à 500 685 exemplaires, contre 447 138 et 320 991 pour la PlayStation 2 et la Xbox, respectivement. De nombreux journalistes et observateurs attribuent ceci à la présence de Link dans le jeu en tant que personnage exclusif à la version pour GameCube.
Link devait également apparaître dans Marvel: Ultimate Alliance mais cela n’eut jamais lieu.
Link est aussi présent dans les Fungli-heroes de la Funglisoft, une société de production semi-professionnelle française. On y croise aussi dans un épisode le frère maléfique de Link et dans un autre, le héros Méta prend l'apparence de Link enfant et est conseillé par la princesse Zelda.
Link est présent comme personnage jouable dans Mario Kart 8 en tant que contenu téléchargeable payant. Le jeu propose également une moto, le Destrier légendaire, basée sur la série The Legend of Zelda.
Le jeu Hyrule Warriors étant un genre de crossover entre les séries The Legend of Zelda et Dynasty Warriors, il est tout naturel que Link y apparaissent. Il peut se servir de différentes armes de la série, tels que l'Épée de Légende, la baguette de feu, l'Aérouage, les gantelets d'argents, la Grande Fée, et même le cheval Épona. Les versions enfant et cartoon apparaissent également comme personnages jouables. Link enfant se bat avec l'épée Kokiri, mais peux aussi se transformé en Oni-Link grâce au masque de Puissance des Fées. Link cartoon lui peux utiliser son épée du héros, où alors la baguette des sables.

### Apparitions mineures
Link fait une brève apparition dans Super Mario RPG: Legend of the Seven Stars sur Super Nintendo, où il est vu endormi dans un lit dans une auberge. Une autre référence est faite à Link dans la version japonaise du jeu de NES Final Fantasy : à Elftown il y a une tombe sur laquelle est marquée « Ci-gît Link ». Le nom indiqué sur cette tombe est devenu Erdick, personnage de Dragon Warrior, lors de la traduction en anglais. Cependant cette tombe est revenue à l’original dans la version sur Game Boy Advance. Il apparaît dans Donkey Kong Country 2: Diddy's Kong Quest sur le podium des héros de Cranky Kong, et dans Donkey Kong Country 3 où il est fait référence à la collection de coquillage de Link dans Link’s Awakening. Dans F-1 Race, à la fin d'une course, Link nous salue.
Certaines armes et objets de Link sont apparus dans plusieurs jeux, tels que l’épée de légende dans Final Fantasy Tactics Advance et Animal Crossing, et le sifflet pervertissant dans Super Mario Bros. 3.
Par ailleurs, dans le jeu de rôle en ligne massivement multijoueur World of Warcraft, un personnage non-joueur gnome nommé Linken fait une apparition. Il est habillé de la même façon que Link et propose aux joueurs des quêtes qui, une fois complétées, permettent d’obtenir le « boomerang de Linken » et « l’épée de légende de Linken ». Le joueur reçoit également une photographie de Linken se tenant aux côtés d’une gnome ressemblant remarquablement à la princesse Zelda.
Il est également cité dans le jeu vidéo Animal Crossing: Wild World, sur Nintendo DS. Un personnage peut dire qu'il « est allé dans une ville lointaine et qu'il y a croisé un garçon habillé tout en vert et qui attrapait des objets dans le ciel avec son boomerang magique ».
Dans le jeu vidéo Animal Crossing: New Leaf, sur Nintendo 3DS, on peut également gagner ses vêtements et certains de ses accessoires, en échange de deux pièces de jeu au supermarché de Méli et Mélo.

### Dans d’autres médias
Dans la série animée Princesse Zelda, Link, doublé par Jonathan Potts, est représenté dans un ensemble de cartoons entre 1989 et 1990 dans le Super Mario Bros. (The Super Mario Bros. Super Show!) du DCI. Basés vaguement sur le premier jeu, les cartoons représentent Link comme un adolescent impoli. Poursuivant constamment Zelda et poursuivi par la princesse des fées Spryte, il mendie des baisers de Zelda. Treize épisodes furent produits avant la suppression de The Super Mario Bros. Super Show!. La série complète est sortie le 18 octobre 2005. Une version légèrement modifiée de ce Link apparut pendant la seconde saison de Captain N: The Game Master.
Une série de bandes dessinées fut créée pour le magazine Nintendo Power par le célèbre auteur Shotaro Ishimori, et plus tard rassemblée sous la forme d’une bande dessinée. L’histoire reprend des éléments de A Link to the Past. Bien que Link commence comme un malheureux garçon, il montre un grand courage et prouve lui-même qu’il est un aventurier déterminé et compétent. Il a une fée qui l’accompagne, Epheremelda, alors que ce concept n’est pas encore introduit dans les jeux vidéo. Ce conte décrit les parents de Link comme des chevaliers d’Hyrule, perdus dans le monde des ténèbres. Il inclut un personnage inédit, Roam, un descendant des Chevaliers d’Hyrule qui combattirent durant une ancienne guerre. À la fin de l’histoire, Zelda est devenue reine, et Link est à la tête de la Garde Royale et des Chevaliers d’Hyrule. Toutefois cette victoire est un peu amère, leurs devoirs respectifs les tiennent séparés l’un de l’autre, alors qu’ils furent très proches auparavant.
Il y a eu des mangas basés sur The Legend of Zelda A link to the Past, Ocarina of Time, Majora's Mask, Oracle of Ages, Oracle of Seasons, Four Swords Adventures et The Minish Cap, Phantom Hourglass et plus récemment Twilight Princess.
Les références à Link sont relativement fréquentes, et on peut entrevoir un personnage lui ressemblant dans l’épisode 11 de la saison 11 de South Park, ainsi que dans la bande dessinée Spirou et Fantasio à Tokyo.

## Link auprès du public

### Lien entre le joueur et le héros
Lors de l’élaboration du personnage de Link, le but de Miyamoto était de tout mettre en œuvre pour que les gens s’identifient à Link et aient l’opportunité d’être des héros comme le personnage. Bien qu’à la fin des jeux, Link devient particulièrement talentueux du point de vue physique et magique, il commence généralement le jeu comme un garçon ordinaire. Par exemple, dans Ocarina of Time, il commence comme un orphelin, et à la fin il est le légendaire « Héros du temps ». Autre particularité, bien que l’épée soit l’arme de base dans tous les Zelda, le joueur commence toujours l’aventure sans elle (sauf dans les Oracles quand on commence une partie avec le code de fin de l'autre). Là encore on observe une volonté évidente d’accentuer l’immersion du joueur qui devra trouver par lui-même ce qui le conduira à l’aventure. Eiji Aonuma, successeur de Miyamoto dans le développement des jeux de la série The Legend of Zelda, a déclaré que le look « adolescent » de Link dans The Wind Waker poursuivait également le but d’améliorer le contact naturel des joueurs avec le héros et faciliter l’identification.
Par ailleurs Link n’a pratiquement pas de dialogue dans la série de jeux. L’expression faciale n’est seulement visible que lorsque la série apparaît sur Nintendo 64. La raison communément admise de cette absence de paroles est une volonté de la part de Nintendo de ne pas « entrer en contradiction avec l’interprétation du personnage par le joueur ».
En plus, le joueur peut choisir son nom et Link sera toujours appelé par le nom que lui a choisi le joueur, à l'exception faite des opus les plus récents, Breath of the Wild et Tears of the Kingdom, où le nom de Link est prédéfini pour les besoins du doublage.

### Accueil par le public

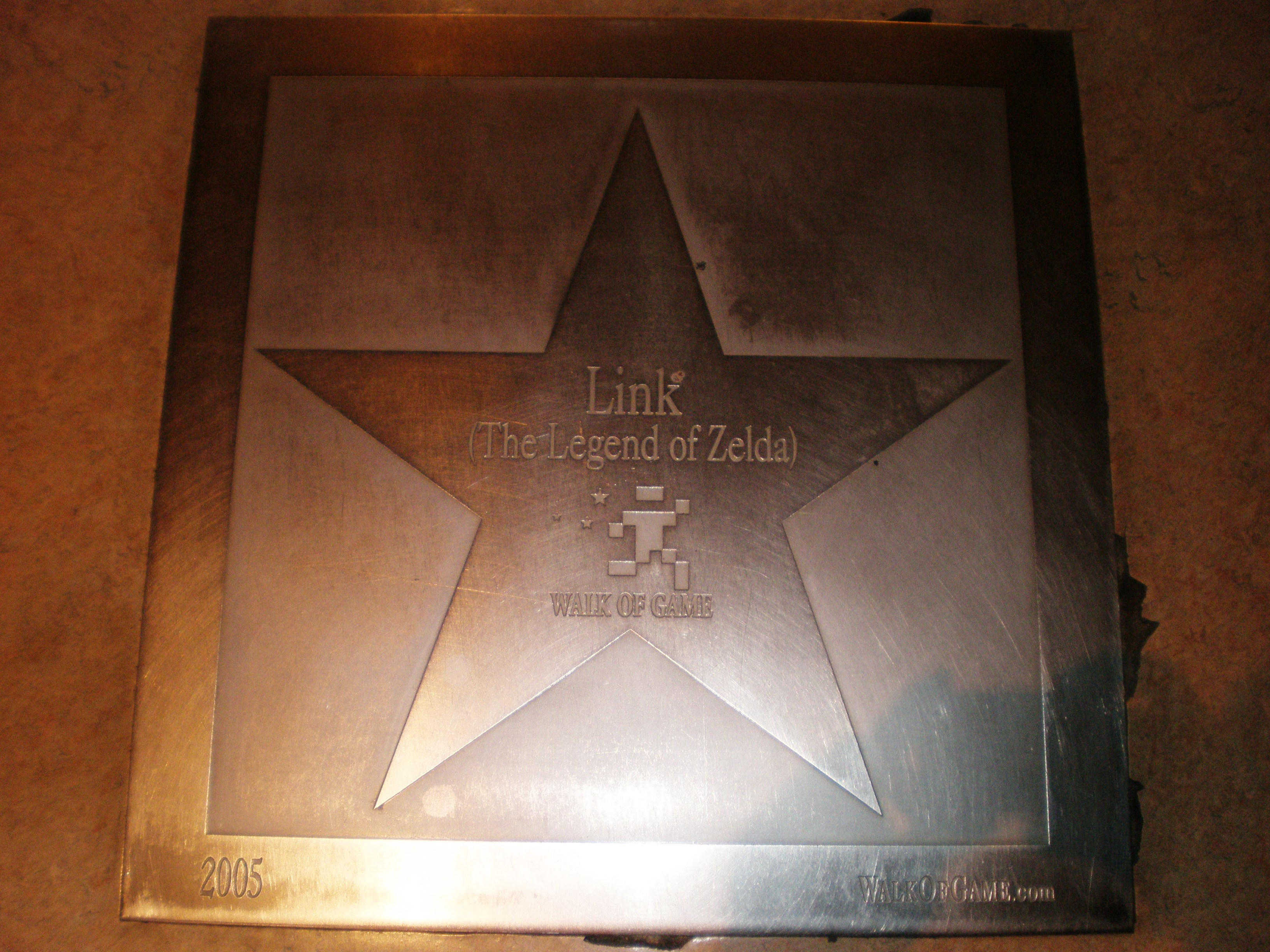
L’étoile de Link sur le Walk of Game à San Francisco.

Le personnage de Link a été globalement bien accueilli par les critiques et les fans. Aux Nintendo Power Awards de 1988 et 1989, les lecteurs l’élisent meilleur personnage,.
Il est classé par les lecteurs au premier et troisième rang du « meilleur héros » respectivement aux Nintendo Power Awards de 1993 et 1994,.
Link est également récompensé d’une étoile au Walk of Game en 2005 aux côtés de Miyamoto, le créateur du personnage.
Game Informer classe Link au premier rang des « héros de 2006 ».
Link est également apparu dans de multiples concours « batailles de personnages » de GameFAQs et c’est le seul personnage à avoir gagné plus d’une fois,,,,. Dans un des « affrontements de héros » (« hero showdown ») de 2007 de IGN, Link est élu favori devant le héros de Final Fantasy VII, Cloud Strife.